# Actinidia fulvicoma
Actinidia fulvicoma är en tvåhjärtbladig växtart som beskrevs av Henry Fletcher Hance. Actinidia fulvicoma ingår i släktet aktinidiasläktet, och familjen Actinidiaceae.

## Underarter
Arten delas in i följande underarter: